# Atiba Hutchinson
Atiba Hutchinson (Brampton, 8 febbraio 1983) è un ex calciatore canadese, di ruolo centrocampista. È il calciatore con il maggior numero di presenze con la nazionale canadese.

## Biografia
Ha origini trinidadiane, da parte dei genitori.

## Caratteristiche tecniche
Agisce prevalentemente da mediano davanti alla difesa (ruolo più consono alle sue caratteristiche) pur essendo in grado di coprire la posizione di terzino destro. Calcia di destro, inoltre è in grado di segnare anche con i tiri di testa, ed è bravo anche nell'assist. È un buon rigorista.

## Carriera

### Club
Muove i primi passi nel calcio giocando nel 2002 per lo York R. Shooters e il Toronto Lynx. Dal 2003 gioca in Svezia nell'Öster, con cui segna 6 reti nella stagione 2003 del campionato svedese. Ceduto all'Helsingborgs, nella prima stagione con la nuova squadra non riesce ad andare a rete, ma nell'edizione 2005 dell'Allsvenskan riesce a segnare 6 gol.
Il 16 gennaio 2006 viene acquistato dal Copenaghen. In Danimarca riesce a trovare la rete, riuscendo a vincere per quattro volte il campionato danese e la Royal League 2005-2006, nel cui quarto di finale contro l'Hammarby Idrottsförening, che si chiuderà ai rigori con la vittoria del Copenaghen per 3-0, Hutchinson segna il secondo rigore vincente. Lascia la squadra con un totale di 183 presenze e 26 gol, oltre al premio di miglior giocatore dell'anno nell'edizione 2009-2010, primato che nessun giocatore canadese si era mai guadagnato.
Il 22 aprile 2010 firma un contratto triennale con il PSV. Con gli olandesi vince, nel 2012, la Coppa dei Paesi Bassi e la Supercoppa dei Paesi Bassi.
Dal 2013 milita in Turchia, nel Beşiktaş, con cui vince tre edizioni della Süper Lig e, nel 2021, la Coppa di Turchia e la Supercoppa di Turchia. Nel 2019-2020 raggiunge le 200 presenze con la squadra di Istanbul.

### Nazionale

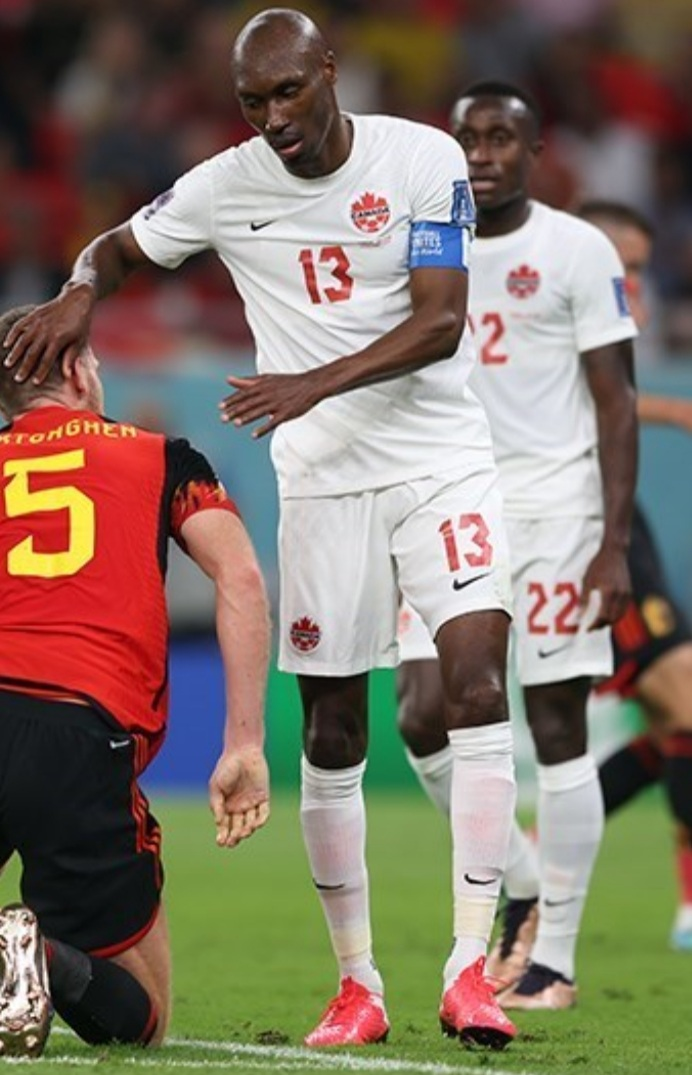
Hutchinson con il Canada durante il mondiale 2022

Hutchinson segna la sua prima rete in nazionale nel 2004 contro l'Honduras nella partita che terminerà con un pareggio di 1-1. Durante la CONCACAF Gold Cup 2005 segnerà la seconda rete che garantirà la vittoria contro Cuba nella partita che si concluderà per 2-1, l'unica vinta nel girone, infatti il Canada verrà eliminato a causa delle sconfitte contro Stati Uniti e Costa Rica. Il Canada non riesce a qualificarsi per il mondiale 2018 in Russia, venendo eliminato nelle partite di qualificazione, in cui Hutchinson segna una sola rete, marcando il terzo gol nella partita vinta 3-0 contro il Belize. Durante le qualificazioni per la CONCACAF Nations League 2019-2020 riesce a segnare il gol della vittoria nella partita vinta 1-0 contro Saint Kitts e Nevis.
Il 16 novembre 2021 diventa il primatista di presenze nella nazionale canadese, arrivando a quota 90 presenze e battendo così il precedente record di Julián de Guzmán.
Convocato per i Mondiali 2022, risulta essere il giocatore di movimento più vecchio dell'intera competizione, in cui esordisce il 23 novembre 2022 nella sfida persa ai gironi contro il Belgio, in cui diventa (a 39 anni e 288 giorni) il giocatore di movimento più anziano a giocare una partita dei Mondiali da Roger Milla (42 anni e 39 giorni nel 1994); al contempo raggiunge quota 100 presenze con il Canada, diventando il primo canadese a riuscirci.

## Statistiche

### Presenze e reti nei club
Statistiche aggiornate al 15 giugno 2023.
| Stagione           | Squadra            | Campionato         | Campionato | Campionato | Coppe nazionali | Coppe nazionali | Coppe nazionali | Coppe continentali | Coppe continentali | Coppe continentali | Altre coppe | Altre coppe | Altre coppe | Totale | Totale |
| Stagione           | Squadra            | Comp               | Pres       | Reti       | Comp            | Pres            | Reti            | Comp               | Pres               | Reti               | Comp        | Pres        | Reti        | Pres   | Reti   |
| ------------------ | ------------------ | ------------------ | ---------- | ---------- | --------------- | --------------- | --------------- | ------------------ | ------------------ | ------------------ | ----------- | ----------- | ----------- | ------ | ------ |
| 2002               | Toronto Lynx       | USL                | 4          | 0          | USOC            | 0               | 0               | -                  | -                  | -                  | -           | -           | -           | 4      | 0      |
| 2003               | Öster              | A                  | 24         | 6          | CS              | 0               | 0               | -                  | -                  | -                  | -           | -           | -           | 24     | 6      |
| 2004               | Helsingborg        | A                  | 24         | 0          | CS              | 0               | 0               | -                  | -                  | -                  | -           | -           | -           | 24     | 0      |
| 2005               | Helsingborg        | A                  | 25         | 6          | CS              | 0               | 0               | -                  | -                  | -                  | -           | -           | -           | 25     | 6      |
| Totale Helsingborg | Totale Helsingborg | Totale Helsingborg | 49         | 6          |                 | 0               | 0               |                    | -                  | -                  |             | -           | -           | 49     | 6      |
| gen.-giu. 2006     | Copenaghen         | SL                 | 13         | 1          | CD              | -               | -               | CU                 | -                  | -                  | RL          | 0           | 0           | 13     | 1      |
| 2006-2007          | Copenaghen         | SL                 | 32         | 4          | CD              | 0               | 0               | UCL                | 10                 | 1                  | -           | -           | -           | 42     | 5      |
| 2007-2008          | Copenaghen         | SL                 | 31         | 8          | CD              | 0               | 0               | UCL+CU             | 4+6                | 1+0                | -           | -           | -           | 41     | 9      |
| 2008-2009          | Copenaghen         | SL                 | 33         | 6          | CD              | 3               | 0               | CU                 | 12                 | 2                  | -           | -           | -           | 48     | 8      |
| 2009-2010          | Copenaghen         | SL                 | 30         | 3          | CD              | 2               | 0               | UCL+UEL            | 4+8                | 0                  | -           | -           | -           | 44     | 3      |
| Totale Copenaghen  | Totale Copenaghen  | Totale Copenaghen  | 139        | 22         |                 | 5               | 0               |                    | 44                 | 4                  |             | 0           | 0           | 188    | 26     |
| 2010-2011          | PSV                | ED                 | 33         | 2          | CO              | 4               | 0               | UEL                | 13                 | 0                  | -           | -           | -           | 50     | 2      |
| 2011-2012          | PSV                | ED                 | 14         | 0          | CO              | 3               | 0               | UEL                | 4                  | 0                  | -           | -           | -           | 21     | 0      |
| 2012-2013          | PSV                | ED                 | 33         | 2          | CO              | 4               | 0               | UEL                | 6                  | 0                  | SO          | 1           | 0           | 44     | 2      |
| Totale PSV         | Totale PSV         | Totale PSV         | 80         | 4          |                 | 11              | 0               |                    | 23                 | 0                  |             | 1           | 0           | 115    | 4      |
| 2013-2014          | Beşiktaş           | SL                 | 30         | 1          | TK              | 1               | 0               | UEL                | 2                  | 0                  | -           | -           | -           | 33     | 1      |
| 2014-2015          | Beşiktaş           | SL                 | 30         | 2          | TK              | 3               | 0               | UCL+UEL            | 3+7                | 0                  | -           | -           | -           | 43     | 2      |
| 2015-2016          | Beşiktaş           | SL                 | 34         | 2          | TK              | 3               | 0               | UEL                | 6                  | 0                  | -           | -           | -           | 43     | 2      |
| 2016-2017          | Beşiktaş           | SL                 | 28         | 1          | TK              | 1               | 0               | UCL+UEL            | 6+5                | 0+1                | ST          | 1           | 0           | 41     | 2      |
| 2017-2018          | Beşiktaş           | SL                 | 25         | 2          | TK              | 1               | 0               | UCL                | 7                  | 0                  | ST          | 1           | 0           | 34     | 2      |
| 2018-2019          | Beşiktaş           | SL                 | 27         | 4          | TK              | 0               | 0               | UEL                | 0                  | 0                  | -           | -           | -           | 27     | 4      |
| 2019-2020          | Beşiktaş           | SL                 | 30         | 6          | TK              | 1               | 0               | UEL                | 1                  | 0                  | -           | -           | -           | 32     | 6      |
| 2020-2021          | Beşiktaş           | SL                 | 36         | 4          | TK              | 3               | 0               | UCL+UEL            | 1+0                | 0                  | -           | -           | -           | 40     | 4      |
| 2021-2022          | Beşiktaş           | SL                 | 25         | 1          | TK              | 3               | 1               | UCL                | 4                  | 0                  | ST          | 1           | 1           | 33     | 3      |
| 2022-2023          | Beşiktaş           | SL                 | 5          | 1          | TK              | 3               | 0               | -                  | -                  | -                  | -           | -           | -           | 8      | 1      |
| Totale Beşiktaş    | Totale Beşiktaş    | Totale Beşiktaş    | 270        | 24         |                 | 19              | 1               |                    | 42                 | 1                  |             | 3           | 1           | 334    | 27     |
| Totale carriera    | Totale carriera    | Totale carriera    | 566        | 62         |                 | 35              | 1               |                    | 109                | 5                  |             | 4           | 1           | 714    | 69     |

### Cronologia presenze e reti in nazionale
| Cronologia completa delle presenze e delle reti in nazionale ― Canada | Cronologia completa delle presenze e delle reti in nazionale ― Canada | Cronologia completa delle presenze e delle reti in nazionale ― Canada | Cronologia completa delle presenze e delle reti in nazionale ― Canada | Cronologia completa delle presenze e delle reti in nazionale ― Canada | Cronologia completa delle presenze e delle reti in nazionale ― Canada | Cronologia completa delle presenze e delle reti in nazionale ― Canada | Cronologia completa delle presenze e delle reti in nazionale ― Canada |
| Data                                                                  | Città                                                                 | In casa                                                               | Risultato                                                             | Ospiti                                                                | Competizione                                                          | Reti                                                                  | Note                                                                  |
| --------------------------------------------------------------------- | --------------------------------------------------------------------- | --------------------------------------------------------------------- | --------------------------------------------------------------------- | --------------------------------------------------------------------- | --------------------------------------------------------------------- | --------------------------------------------------------------------- | --------------------------------------------------------------------- |
| 18-1-2003                                                             | Fort Lauderdale                                                       | Stati Uniti                                                           | 4 – 0                                                                 | Canada                                                                | Amichevole                                                            | -                                                                     | 50’                                                                   |
| 12-2-2003                                                             | Tripoli                                                               | Libia                                                                 | 2 – 4                                                                 | Canada                                                                | Amichevole                                                            | -                                                                     |                                                                       |
| 12-7-2003                                                             | Foxborough                                                            | Canada                                                                | 1 – 0                                                                 | Costa Rica                                                            | Gold Cup 2003 - 1º turno                                              | -                                                                     | 69’                                                                   |
| 14-7-2003                                                             | Foxborough                                                            | Canada                                                                | 0 – 2                                                                 | Cuba                                                                  | Gold Cup 2003 - 1º turno                                              | -                                                                     | 83’                                                                   |
| 30-5-2004                                                             | Wrexham                                                               | Galles                                                                | 1 – 0                                                                 | Canada                                                                | Amichevole                                                            | -                                                                     | 46’                                                                   |
| 16-6-2004                                                             | Kingston                                                              | Canada                                                                | 4 – 0                                                                 | Belize                                                                | Qual. Mondiali 2006                                                   | -                                                                     |                                                                       |
| 4-9-2004                                                              | Edmonton                                                              | Canada                                                                | 1 – 1                                                                 | Honduras                                                              | Qual. Mondiali 2006                                                   | -                                                                     |                                                                       |
| 8-9-2004                                                              | San Juan de Tibás                                                     | Costa Rica                                                            | 1 – 0                                                                 | Canada                                                                | Qual. Mondiali 2006                                                   | -                                                                     |                                                                       |
| 9-10-2004                                                             | San Pedro Sula                                                        | Honduras                                                              | 1 – 1                                                                 | Canada                                                                | Qual. Mondiali 2006                                                   | 1                                                                     |                                                                       |
| 13-10-2004                                                            | Burnaby                                                               | Canada                                                                | 1 – 3                                                                 | Costa Rica                                                            | Qual. Mondiali 2006                                                   | -                                                                     |                                                                       |
| 17-11-2004                                                            | Città del Guatemala                                                   | Guatemala                                                             | 0 – 1                                                                 | Canada                                                                | Qual. Mondiali 2006                                                   | -                                                                     |                                                                       |
| 26-3-2005                                                             | Barcelos                                                              | Portogallo                                                            | 4 – 1                                                                 | Canada                                                                | Amichevole                                                            | -                                                                     | 78’                                                                   |
| 2-7-2005                                                              | Atlanta                                                               | Canada                                                                | 1 – 2                                                                 | Honduras                                                              | Amichevole                                                            | -                                                                     | 88’                                                                   |
| 7-7-2005                                                              | Seattle                                                               | Canada                                                                | 0 – 1                                                                 | Costa Rica                                                            | Gold Cup 2005 - 1º turno                                              | -                                                                     | 28’                                                                   |
| 9-7-2005                                                              | Seattle                                                               | Stati Uniti                                                           | 2 – 0                                                                 | Canada                                                                | Gold Cup 2005 - 1º turno                                              | -                                                                     | 48’ (aut.)                                                            |
| 12-7-2005                                                             | Foxborough                                                            | Cuba                                                                  | 1 – 2                                                                 | Canada                                                                | Gold Cup 2005 - 1º turno                                              | 1                                                                     | 45’                                                                   |
| 3-9-2005                                                              | Santander                                                             | Spagna                                                                | 2 – 1                                                                 | Canada                                                                | Amichevole                                                            | -                                                                     |                                                                       |
| 16-11-2005                                                            | Hesperange                                                            | Lussemburgo                                                           | 0 – 1                                                                 | Canada                                                                | Amichevole                                                            | -                                                                     |                                                                       |
| 22-1-2006                                                             | San Diego                                                             | Stati Uniti                                                           | 0 – 0                                                                 | Canada                                                                | Amichevole                                                            | -                                                                     |                                                                       |
| 1-3-2006                                                              | Vienna                                                                | Austria                                                               | 0 – 2                                                                 | Canada                                                                | Amichevole                                                            | -                                                                     |                                                                       |
| 8-10-2006                                                             | Kingston                                                              | Giamaica                                                              | 2 – 1                                                                 | Canada                                                                | Amichevole                                                            | -                                                                     |                                                                       |
| 15-11-2006                                                            | Székesfehérvár                                                        | Ungheria                                                              | 1 – 0                                                                 | Canada                                                                | Amichevole                                                            | -                                                                     | 46’                                                                   |
| 25-3-2007                                                             | Devonshire                                                            | Bermuda                                                               | 0 – 3                                                                 | Canada                                                                | Amichevole                                                            | 1                                                                     | 70’                                                                   |
| 1-6-2007                                                              | Maracaibo                                                             | Venezuela                                                             | 2 – 2                                                                 | Canada                                                                | Amichevole                                                            | -                                                                     | 72’                                                                   |
| 6-6-2007                                                              | Miami                                                                 | Canada                                                                | 2 – 1                                                                 | Costa Rica                                                            | Gold Cup 2007 - 1º turno                                              | -                                                                     |                                                                       |
| 9-6-2007                                                              | Miami                                                                 | Canada                                                                | 1 – 2                                                                 | Guadalupa                                                             | Gold Cup 2007 - 1º turno                                              | -                                                                     |                                                                       |
| 11-6-2007                                                             | Miami                                                                 | Haiti                                                                 | 0 – 2                                                                 | Canada                                                                | Gold Cup 2007 - 1º turno                                              | -                                                                     |                                                                       |
| 16-6-2007                                                             | Foxborough                                                            | Guatemala                                                             | 0 – 3                                                                 | Canada                                                                | Gold Cup 2007 - Quarti di finale                                      | -                                                                     | 90’                                                                   |
| 21-6-2007                                                             | Chicago                                                               | Stati Uniti                                                           | 2 – 1                                                                 | Canada                                                                | Gold Cup 2007 - Semifinale                                            | -                                                                     |                                                                       |
| 13-9-2007                                                             | Toronto                                                               | Canada                                                                | 1 – 1                                                                 | Costa Rica                                                            | Amichevole                                                            | -                                                                     | 46’                                                                   |
| 20-11-2007                                                            | Durban                                                                | Sudafrica                                                             | 2 – 0                                                                 | Canada                                                                | Amichevole                                                            | -                                                                     |                                                                       |
| 26-3-2008                                                             | Tallinn                                                               | Estonia                                                               | 2 – 0                                                                 | Canada                                                                | Amichevole                                                            | -                                                                     | 75’                                                                   |
| 1-6-2008                                                              | Seattle                                                               | Brasile                                                               | 3 – 2                                                                 | Canada                                                                | Amichevole                                                            | -                                                                     | 81’                                                                   |
| 4-6-2008                                                              | Fort Lauderdale                                                       | Canada                                                                | 2 – 2                                                                 | Panama                                                                | Amichevole                                                            | -                                                                     |                                                                       |
| 15-6-2008                                                             | Kingstown                                                             | Saint Vincent e Grenadine                                             | 0 – 3                                                                 | Canada                                                                | Qual. Mondiali 2010                                                   | -                                                                     |                                                                       |
| 21-6-2008                                                             | Montreal                                                              | Canada                                                                | 4 – 1                                                                 | Saint Vincent e Grenadine                                             | Qual. Mondiali 2010                                                   | -                                                                     |                                                                       |
| 21-8-2008                                                             | Toronto                                                               | Canada                                                                | 1 – 1                                                                 | Giamaica                                                              | Qual. Mondiali 2010                                                   | -                                                                     | 68’                                                                   |
| 7-9-2008                                                              | Montréal                                                              | Canada                                                                | 1 – 2                                                                 | Honduras                                                              | Qual. Mondiali 2010                                                   | -                                                                     |                                                                       |
| 11-9-2008                                                             | Tuxtla Gutiérrez                                                      | Messico                                                               | 2 – 1                                                                 | Canada                                                                | Qual. Mondiali 2010                                                   | -                                                                     |                                                                       |
| 12-10-2008                                                            | San Pedro Sula                                                        | Honduras                                                              | 3 – 1                                                                 | Canada                                                                | Qual. Mondiali 2010                                                   | -                                                                     |                                                                       |
| 30-6-2009                                                             | Oxnard                                                                | Guatemala                                                             | 0 – 3                                                                 | Canada                                                                | Amichevole                                                            | -                                                                     |                                                                       |
| 4-7-2009                                                              | Carson                                                                | Canada                                                                | 1 – 0                                                                 | Giamaica                                                              | Gold Cup 2009 - 1º turno                                              | -                                                                     |                                                                       |
| 8-7-2009                                                              | Columbus                                                              | Canada                                                                | 1 – 0                                                                 | El Salvador                                                           | Gold Cup 2009 - 1º turno                                              | -                                                                     |                                                                       |
| 11-7-2009                                                             | Miami                                                                 | Costa Rica                                                            | 2 – 2                                                                 | Canada                                                                | Gold Cup 2009 - 1º turno                                              | -                                                                     |                                                                       |
| 18-7-2009                                                             | Filadelfia                                                            | Canada                                                                | 0 – 1                                                                 | Honduras                                                              | Gold Cup 2009 - Quarti di finale                                      | -                                                                     |                                                                       |
| 14-11-2009                                                            | Skopje                                                                | Macedonia                                                             | 3 – 0                                                                 | Canada                                                                | Amichevole                                                            | -                                                                     | 64’                                                                   |
| 18-11-2009                                                            | Bydgoszcz                                                             | Polonia                                                               | 1 – 0                                                                 | Canada                                                                | Amichevole                                                            | -                                                                     |                                                                       |
| 4-9-2010                                                              | Toronto                                                               | Canada                                                                | 0 – 2                                                                 | Perù                                                                  | Amichevole                                                            | -                                                                     |                                                                       |
| 7-9-2010                                                              | Montreal                                                              | Canada                                                                | 2 – 1                                                                 | Honduras                                                              | Amichevole                                                            | -                                                                     | 79’                                                                   |
| 8-10-2010                                                             | Kiev                                                                  | Ucraina                                                               | 2 – 2                                                                 | Canada                                                                | Amichevole                                                            | 1                                                                     |                                                                       |
| 9-2-2011                                                              | Larissa                                                               | Grecia                                                                | 1 – 0                                                                 | Canada                                                                | Amichevole                                                            | -                                                                     |                                                                       |
| 29-3-2011                                                             | Antalya                                                               | Bielorussia                                                           | 0 – 1                                                                 | Canada                                                                | Amichevole                                                            | -                                                                     |                                                                       |
| 1-6-2011                                                              | Toronto                                                               | Canada                                                                | 2 – 2                                                                 | Ecuador                                                               | Amichevole                                                            | -                                                                     |                                                                       |
| 8-6-2011                                                              | East Rutherford                                                       | Stati Uniti                                                           | 2 – 0                                                                 | Canada                                                                | Gold Cup 2011 - 1º turno                                              | -                                                                     |                                                                       |
| 3-9-2011                                                              | Vancouver                                                             | Canada                                                                | 4 – 1                                                                 | Saint Lucia                                                           | Qual. Mondiali 2014                                                   | -                                                                     | 69’                                                                   |
| 29-2-2012                                                             | Limassol                                                              | Armenia                                                               | 3 – 1                                                                 | Canada                                                                | Amichevole                                                            | -                                                                     |                                                                       |
| 8-6-2012                                                              | L'Avana                                                               | Cuba                                                                  | 0 – 1                                                                 | Canada                                                                | Qual. Mondiali 2014                                                   | -                                                                     | 69’                                                                   |
| 13-6-2012                                                             | Toronto                                                               | Canada                                                                | 0 – 0                                                                 | Honduras                                                              | Qual. Mondiali 2014                                                   | -                                                                     | 87’                                                                   |
| 8-9-2012                                                              | Toronto                                                               | Canada                                                                | 1 – 0                                                                 | Panama                                                                | Qual. Mondiali 2014                                                   | -                                                                     | 28’                                                                   |
| 12-9-2012                                                             | Panama                                                                | Panama                                                                | 2 – 0                                                                 | Canada                                                                | Qual. Mondiali 2014                                                   | -                                                                     |                                                                       |
| 13-10-2012                                                            | Toronto                                                               | Canada                                                                | 3 – 0                                                                 | Cuba                                                                  | Qual. Mondiali 2014                                                   | -                                                                     |                                                                       |
| 16-10-2012                                                            | San Pedro Sula                                                        | Honduras                                                              | 8 – 1                                                                 | Canada                                                                | Qual. Mondiali 2014                                                   | -                                                                     |                                                                       |
| 22-3-2013                                                             | Doha                                                                  | Canada                                                                | 1 – 2                                                                 | Giappone                                                              | Amichevole                                                            | -                                                                     |                                                                       |
| 25-3-2013                                                             | Doha                                                                  | Bielorussia                                                           | 2 – 0                                                                 | Canada                                                                | Amichevole                                                            | -                                                                     | 69’                                                                   |
| 8-9-2013                                                              | Oliva                                                                 | Mauritania                                                            | 0 – 0                                                                 | Canada                                                                | Amichevole                                                            | -                                                                     |                                                                       |
| 23-5-2014                                                             | Sofia                                                                 | Bulgaria                                                              | 1 – 1                                                                 | Canada                                                                | Amichevole                                                            | 1                                                                     | 89’                                                                   |
| 27-5-2014                                                             | Ritzing                                                               | Moldavia                                                              | 1 – 1                                                                 | Canada                                                                | Amichevole                                                            | -                                                                     |                                                                       |
| 10-9-2014                                                             | Toronto                                                               | Canada                                                                | 3 – 1                                                                 | Giamaica                                                              | Amichevole                                                            | -                                                                     |                                                                       |
| 19-11-2014                                                            | Panama                                                                | Panama                                                                | 0 – 0                                                                 | Canada                                                                | Amichevole                                                            | -                                                                     | 84’                                                                   |
| 5-9-2015                                                              | Toronto                                                               | Canada                                                                | 3 – 0                                                                 | Belize                                                                | Qual. Mondiali 2018                                                   | 1                                                                     |                                                                       |
| 9-9-2015                                                              | Belmopan                                                              | Belize                                                                | 1 – 1                                                                 | Canada                                                                | Qual. Mondiali 2018                                                   | -                                                                     | cap.                                                                  |
| 14-11-2015                                                            | Vancouver                                                             | Canada                                                                | 1 – 0                                                                 | Honduras                                                              | Qual. Mondiali 2018                                                   | -                                                                     |                                                                       |
| 18-11-2015                                                            | San Salvador                                                          | El Salvador                                                           | 0 – 0                                                                 | Canada                                                                | Qual. Mondiali 2018                                                   | -                                                                     |                                                                       |
| 26-3-2016                                                             | Vancouver                                                             | Canada                                                                | 0 – 3                                                                 | Messico                                                               | Qual. Mondiali 2018                                                   | -                                                                     |                                                                       |
| 30-3-2016                                                             | Città del Messico                                                     | Messico                                                               | 2 – 0                                                                 | Canada                                                                | Qual. Mondiali 2018                                                   | -                                                                     |                                                                       |
| 2-9-2016                                                              | San Pedro Sula                                                        | Honduras                                                              | 2 – 1                                                                 | Canada                                                                | Qual. Mondiali 2018                                                   | -                                                                     | cap.                                                                  |
| 7-9-2016                                                              | Vancouver                                                             | Canada                                                                | 3 – 1                                                                 | El Salvador                                                           | Qual. Mondiali 2018                                                   | -                                                                     | cap.                                                                  |
| 3-9-2017                                                              | Toronto                                                               | Canada                                                                | 2 – 0                                                                 | Giamaica                                                              | Amichevole                                                            | -                                                                     | cap. 64’                                                              |
| 17-10-2018                                                            | Toronto                                                               | Canada                                                                | 5 – 0                                                                 | Dominica                                                              | CONCACAF Nations League 2019-2020 - 1º turno                          | -                                                                     | cap.                                                                  |
| 19-11-2018                                                            | Basseterre                                                            | Saint Kitts e Nevis                                                   | 0 – 1                                                                 | Canada                                                                | CONCACAF Nations League 2019-2020 - 1º turno                          | 1                                                                     | cap.                                                                  |
| 24-3-2019                                                             | Vancouver                                                             | Canada                                                                | 4 – 1                                                                 | Guyana francese                                                       | CONCACAF Nations League 2019-2020 - 1º turno                          | -                                                                     | cap.                                                                  |
| 10-6-2019                                                             | Fullerton                                                             | Trinidad e Tobago                                                     | 0 – 2                                                                 | Canada                                                                | Amichevole                                                            | -                                                                     |                                                                       |
| 15-6-2019                                                             | Pasadena                                                              | Canada                                                                | 4 – 0                                                                 | Martinica                                                             | Gold Cup 2019 - 1º turno                                              | -                                                                     |                                                                       |
| 19-6-2019                                                             | Denver                                                                | Messico                                                               | 3 – 1                                                                 | Canada                                                                | Gold Cup 2019 - 1º turno                                              | -                                                                     | cap.                                                                  |
| 29-6-2019                                                             | Houston                                                               | Haiti                                                                 | 3 – 2                                                                 | Canada                                                                | Gold Cup 2019 - Quarti di finale                                      | -                                                                     | cap.                                                                  |
| 25-3-2021                                                             | Orlando                                                               | Canada                                                                | 5 – 1                                                                 | Bermuda                                                               | Qual. Mondiali 2022                                                   | -                                                                     | cap.                                                                  |
| 3-9-2021                                                              | Toronto                                                               | Canada                                                                | 1 – 1                                                                 | Honduras                                                              | Qual. Mondiali 2022                                                   | -                                                                     | cap.                                                                  |
| 6-9-2021                                                              | Nashville                                                             | Stati Uniti                                                           | 1 – 1                                                                 | Canada                                                                | Qual. Mondiali 2022                                                   | -                                                                     | 77’                                                                   |
| 9-9-2021                                                              | Toronto                                                               | Canada                                                                | 3 – 0                                                                 | El Salvador                                                           | Qual. Mondiali 2022                                                   | 1                                                                     | cap.                                                                  |
| 12-11-2021                                                            | Edmonton                                                              | Canada                                                                | 1 – 0                                                                 | Costa Rica                                                            | Qual. Mondiali 2022                                                   | -                                                                     | 72’                                                                   |
| 16-11-2021                                                            | Edmonton                                                              | Canada                                                                | 2 – 1                                                                 | Messico                                                               | Qual. Mondiali 2022                                                   | -                                                                     | cap.                                                                  |
| 27-1-2022                                                             | San Pedro Sula                                                        | Honduras                                                              | 0 – 2                                                                 | Canada                                                                | Qual. Mondiali 2022                                                   | -                                                                     | cap. 62’                                                              |
| 2-2-2022                                                              | San Salvador                                                          | El Salvador                                                           | 0 – 2                                                                 | Canada                                                                | Qual. Mondiali 2022                                                   | 1                                                                     | cap.                                                                  |
| 24-3-2022                                                             | San José                                                              | Costa Rica                                                            | 1 – 0                                                                 | Canada                                                                | Qual. Mondiali 2022                                                   | -                                                                     | cap.                                                                  |
| 27-3-2022                                                             | Toronto                                                               | Canada                                                                | 4 – 0                                                                 | Giamaica                                                              | Qual. Mondiali 2022                                                   | -                                                                     | 62’                                                                   |
| 30-3-2022                                                             | Panama                                                                | Panama                                                                | 1 – 0                                                                 | Canada                                                                | Qual. Mondiali 2022                                                   | -                                                                     | cap.                                                                  |
| 10-6-2022                                                             | Vancouver                                                             | Canada                                                                | 4 – 0                                                                 | Curaçao                                                               | CONCACAF Nations League 2022-2023 - 1º turno                          | -                                                                     | cap. 66’                                                              |
| 13-6-2022                                                             | San Pedro Sula                                                        | Honduras                                                              | 2 – 1                                                                 | Canada                                                                | CONCACAF Nations League 2022-2023 - 1º turno                          | -                                                                     | cap. 59’                                                              |
| 17-11-2022                                                            | Dubai                                                                 | Giappone                                                              | 1 – 2                                                                 | Canada                                                                | Amichevole                                                            | -                                                                     | cap. 60’                                                              |
| 23-11-2022                                                            | Al Rayyan                                                             | Belgio                                                                | 1 – 0                                                                 | Canada                                                                | Mondiali 2022 - 1º turno                                              | -                                                                     | cap. 58’                                                              |
| 27-11-2022                                                            | Al Rayyan                                                             | Croazia                                                               | 4 – 1                                                                 | Canada                                                                | Mondiali 2022 - 1º turno                                              | -                                                                     | cap. 73’                                                              |
| 1-12-2022                                                             | Doha                                                                  | Canada                                                                | 1 – 2                                                                 | Marocco                                                               | Mondiali 2022 - 1º turno                                              | -                                                                     | 60’                                                                   |
| 25-3-2023                                                             | Willemstad                                                            | Curaçao                                                               | 0 – 2                                                                 | Canada                                                                | CONCACAF Nations League 2022-2023 - 1º turno                          | -                                                                     | 70’                                                                   |
| 28-3-2023                                                             | Toronto                                                               | Canada                                                                | 4 – 1                                                                 | Honduras                                                              | CONCACAF Nations League 2022-2023 - 1º turno                          | -                                                                     | 63’                                                                   |
| 15-6-2023                                                             | Paradise                                                              | Panama                                                                | 0 – 2                                                                 | Canada                                                                | CONCACAF Nations League 2022-2023 - Semifinale                        | -                                                                     | 75’                                                                   |
| Totale                                                                |                                                                       | Presenze (1º posto)                                                   | 105                                                                   |                                                                       | Reti                                                                  | 9                                                                     |                                                                       |

## Palmarès

### Competizioni nazionali
- Campionato danese: 4

Copenaghen: 2005-2006, 2006-2007, 2008-2009, 2009-2010
- Coppa di Danimarca: 1

Copenaghen: 2008-2009
- Coppa dei Paesi Bassi: 1

PSV Eindhoven: 2011-2012
- Supercoppa dei Paesi Bassi: 1

PSV Eindhoven: 2012
- Campionato turco: 3

Besiktas: 2015-2016, 2016-2017, 2020-2021
- Coppa di Turchia: 1

Besiktas: 2020-2021
- Supercoppa di Turchia: 1

Besiktas: 2021

### Competizioni internazionali
- Royal League: 1

Copenhagen: 2005-2006